# Грицишин Володимир Омелянович
Володимир Омелянович Грицишин (нар. 23 квітня 1953, Могильниця, (нині — Нова Могильниця) Тернопільського районуТернопільська область) — міський голова Сєвєродонецька, що на Луганщині в 1994—2010 роках. Переобирався громадянами міста чотири рази.

## Біографічні відомості
Народився 23 квітня 1953, Могильниця, (нині — Нова Могильниця Тернопільського району) Тернопільська область. В дитинстві і юності жив у Сумській області. 
Отримав вищу освіту, закінчивши в 1976 році Харківський політехнічний інститут за спеціальністю «Технологія неорганічних речовин». Один із учнів всесвітньо відомого вченого, академіка В. І. Атрощенка. Після завершення навчання, як один з кращих випускників інституту, був запрошений на роботу до Сєвєродонецького виробничого об'єднання «Азот», в цех аміаку, де пропрацював з 1976 до 1993 і пройшов кар'єрний шлях до заступника начальника цеху.
1979 року був призваний до лав радянської армії. Служив у залізничних військах, брав участь у будівництві Байкало-Амурської магістралі.
Після армії повернувся до Сєвєродонецького виробничого об'єднання «Азот». За часи роботи на підприємстві В. О. Грицишиним було створено 8 винаходів, 6 з яких було втілено у виробництво. Ним було також запропоновано і впроваджено багато раціоналізаторських пропозицій. Відзначений нагрудним знаком «Винахідник СРСР».
З 1994 до 2010 — міський голова Сєвєродонецька.
У 2001 році закінчив Українську академію зовнішньої торгівлі за спеціальністю «менеджмент зовнішньоекономічної діяльності». Кандидат економічних наук (2004).

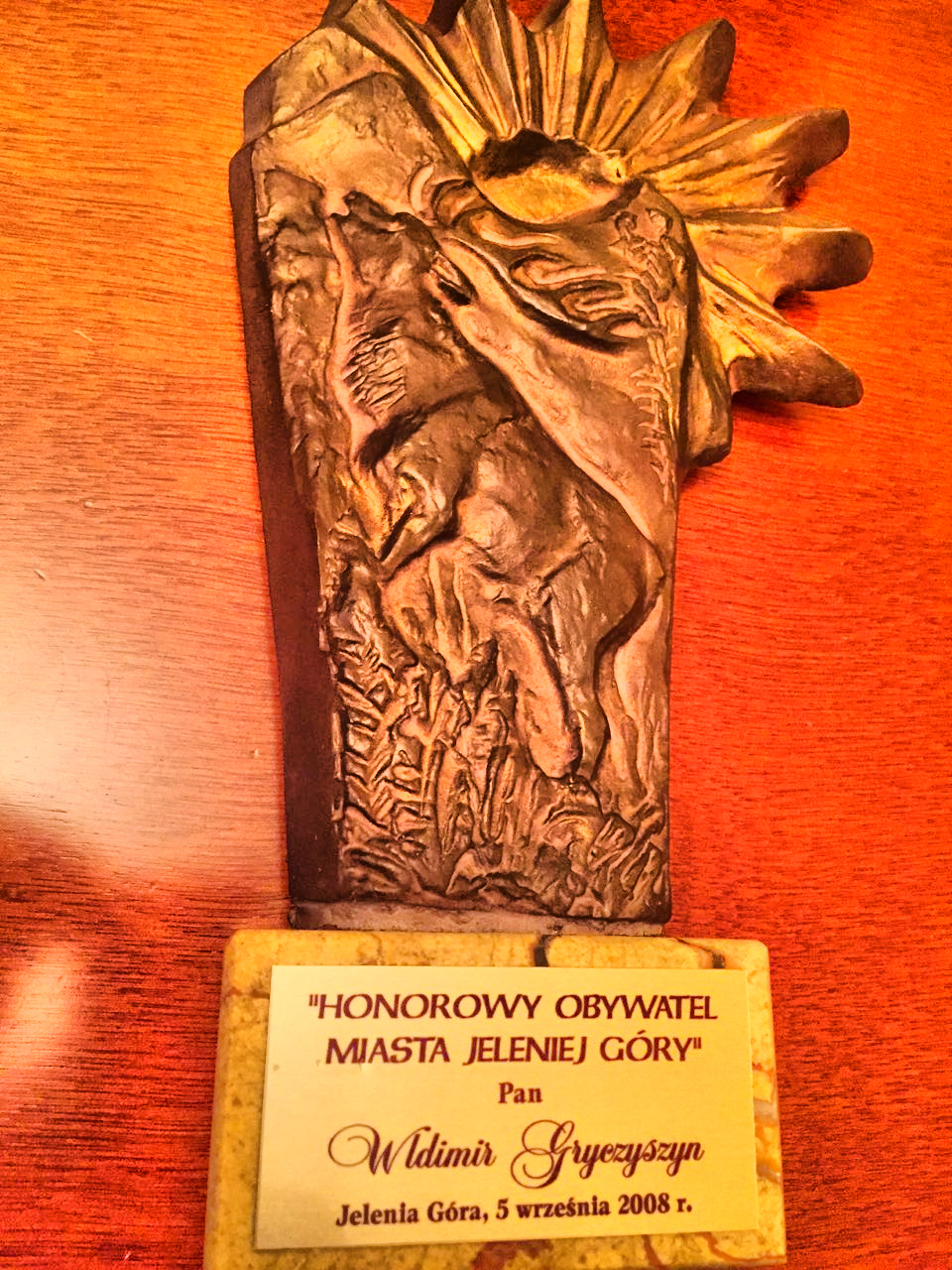
Знак почесного громадянина міста Єленя Ґура, виданий Грицишину В.О.

Почесний громадянин міста Єленя Ґура, Польща (2008). 
7 червня 2011 року назначений виконувачем обов'язки директора Сєвєродонецької ТЕЦ. 
З 2014 року очолював ТОВ «Таун-сервис» (Сєвєродонецький водоканал).
2014 — після звільнення Сєвєродонецька від проросійських терористів, на прохання голови Луганської облдержадміністрації Г. Москаля, став його заступником і займався питаннями життєзабезпечення громадян підконтрольної Україні частини Луганської області. За цю роботу нагороджений Почесною відзнакою «За розвиток регіону» на підставі розпорядження голови Луганської облдержадміністрації Г.Г. Москаля.
З 2015 року — пенсіонер.

## Політична діяльність
За часів перебування на посаді міського голови Сєвєродонецька В.О. Грицишин приділяв основну увагу житлово-комунальній сфері. На здивування і незадоволення луганських чиновників В.О. Грицишиним на баланс міста були взяті водоканал та теплозабезпечуючі підприємства. Наступними кроками стало будівництво теплового та каналізаційного колектору, ремонти житлового фонду та приведення у належний стан автодоріг. Місто активно будувалося, що значно зменшило черги на житло. За часів його роботи побудовано Свято-Христо-Різдвяний Собор, створені можливості для розвитку малого та середнього бізнесу, завдяки чому в місто прийшли підприємці з інших міст і регіонів — відкрилися великі торговельні центри та супермаркети, ремонтні та сервісні підприємства, збільшена та обладнана площа ринків. Велика увага приділялася розвитку культури та спорту — підтримувалося функціонування безкоштовних спортивних секцій для дітей та молоді, діяльність ВК «Сєвєродончанка», залучалися спонсори для проведення культурно-розважальних програм, що проводилися на площі в центрі міста на різноманітні свята. В місті регулярно проходили європейські чемпіонати по волейболу та великому тенісу.
З 90-х років ХХ ст. В.О. Грицишин відкрито виступав, як прихильник національно-патріотичних сил.
На виборах 2010 року посів друге місце, поступившись регіоналу Валентину Казакову.
Під час окупації міста проросійськими терористами у 2014 році В.О. Грицишин був весь час на робочому місці (директор ТОВ «Таун-сервис»), керував ремонтними та відновлювальними роботами з забезпечення міста водою.
2015 рік — Володимир Грицишин знову балотувався на пост міського голови. Вийшов у другий тур. Набрав 37,62% (9433) голосів при явці виборців всього 26,8%.

## Нагороди
Державні ордени
- Орден «За заслуги» І ступеня (11.04.2008).
- Орден «За заслуги» ІІ ступеня (21.08.2004).
- Орден «За заслуги» ІІІ ступеня (04.08.1998).

Церковні ордени
- Орден «Різдва Христова» І ступеня (2001).
- Орден «Різдва Христова» ІІ ступеня (2000).
- Орден святих преподобних Антонія і Феодосія Києво-Печерських (1999).
- Орден святого рівноапостольного князя Володимира І ступеня.
- Орден святого рівноапостольного князя Володимира ІІ ступеня.
- Орден святого рівноапостольного князя Володимира ІІІ ступеня.
- Орден преподобного Нестора-Літописця І ступеня (2011).
- Орден преподобного Нестора-Літописця ІІ ступеня.
- Орден «Святий Дмитро Солунський» IV ступеня.
- Орден «Ярослава Мудрого».
- Орден «1020-річчя Хрещення Київської Русі».
- Орден «Покрова Пресвятої Богородиці».
- Орден «Георгія Победоносця».

Козацькі нагороди
- Орден Міжнародного союзу козацтва «Віра. Честь. Слава» ІІІ ступеня.
- Орден «Козацька слава» ІІ ступеня (16.04.2004).
- Орден Міжнародного союзу козацтва «Вірність козацьким традиціям» (15.11.2006. №31).
- Орден «За патріотизм» І ступеня (28.10.2006).
- Орден Українського козацтва «Віра» IV ступеня.

Медалі
- Медаль «За трудову доблесть» (04.04.1981).
- Медаль «За будівництво Байкало-Амурської магістралі» (14.10.1983).
- Медаль «15 років збройним силам України».
- Медаль «Захисник Вітчизни»
- Медаль «Успіння Пресвятої Богородиці» (28.08.2006).
- Медаль «Незалежність України» (11.04.2004).
- Медаль «10 років Харківського Собору».
- Медаль «За заслуги» І ступеня.
- Медаль «За заслуги» ІІ ступеня.
- Медаль «За заслуги» ІІІ ступеня.
- Медаль Української спілки ветеранів Афганістану «За громадську мужність» (11.02.2004).
- Медаль "За жертовність і любов до України" (09.07.2015).

Нагрудні знаки
- Нагрудний знак «Винахідник СРСР».
- Нагрудний знак «Відмінник освіти України».
- Нагрудний знак «За заслуги перед містом».
- Знак пошани Управління МВС України в Луганській області ІІ ступеня.
- Нагрудний знак «Асоціація міст України».
- Нагрудний знак «За мужність та любов до Вітчизни».
- Нагрудний знак Міністра оборони України.
- Почесна відзнака «За розвиток регіону» (24.05.2015).
- Почесна відзнака «За вільну Луганщину» захисникам, волонтерам і патріотам Луганщини (22 липня 2019 р.).

Почесні грамоти
- Почесна грамота ЦК ВЛКСМ
- Почесна Грамота Верховної Ради України (24.05.2004. № 567).
- Почесна Грамота Кабінету міністрів України «Народна шана».

Пам’ятні годинники
- Нагороджений пам’ятним годинником від Президента України Л.Д. Кучми.
- Нагороджений пам’ятним годинником від Голови Верховної Ради В.М. Литвина.